# William Beck (ciclista)
William Henry "Willie" Beck (Newark, 9 de outubro de 1899 — 9 de setembro de 1955) foi um ciclista olímpico norte-americano.
Beck representou sua nação em três eventos nos Jogos Olímpicos de Verão de 1920, em Antuérpia.